# Žarko Ignjatovič
Žarko Ignjatovič, hrvaško-slovenski kitarist, 28. marec 1961, Pulj (Hrvaška).
V glasbeno šolo je začel hoditi s sedmimi leti. Po končani srednji glasbeni se je vpisal na glasbeno akademijo v Zagrebu (1979). Vzporedno je študiral še na Hochschule für Musik und darstellende Kunst v Gradcu. Leta 1983 je diplomiral v Zagrebu v razredu prof. Darka Petrinjaka. 1987 pa še v Gradcu v razredu prof. Marge Bäuml - Klasinc. Leta 1995 je končal triletni podiplomski študij na Mozarteumu v Salzburgu v razredu prof. Eliota Fiska.

Ignjatovič je profesor kitare na ljubljanski SGBŠ in izredni profesor na oddelku za glasbeno pedagogiko Pedagoške fakultete v Mariboru. Poleg solistčnih nastopov doma in v tujini se posveča tudi komorni igri. Redno nastopa in snema s kitaristom Jerkom Novakom, violončelistom Nebojšo Bugarskim in številnimi drugimi priznanimi glasbeniki. Snema tudi za arhiv RTV Slovenije.